# Walis (Insel)
Walis, auch Walif, Valif, Valise und früher Gilbertinsel genannt, ist eine Insel in der Bismarck-See, gelegen 18 km vor der Nordostküste der Insel Neuguinea in Höhe des Küstenorts Dagua. Etwa 500 m nordwestlich liegt die kleinere Nachbarinsel Tarawai. Die Bevölkerung der Insel Walis lebt in drei Dörfern und spricht, ebenso wie die Bevölkerung Tarawais, eine Ndu-Sprache.
Die dicht bewaldete und nur dünn besiedelte Insel Walis gehört zur Provinz East Sepik von Papua-Neuguinea. Die Insel verfügt über unbedeutende Hügel. Auf Walis werden Yams, Taro, Zuckerrohr und Süßkartoffeln angebaut.